# EVTOL

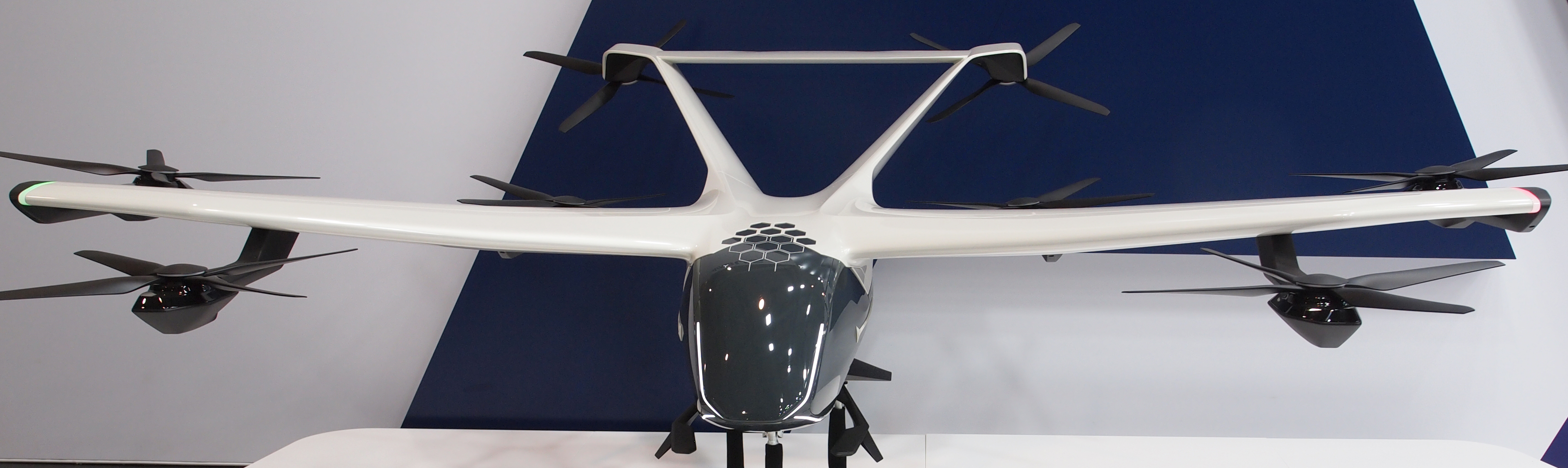
Un prototype de CityAirbus NextGen à l'ILA Berlin de 2022.

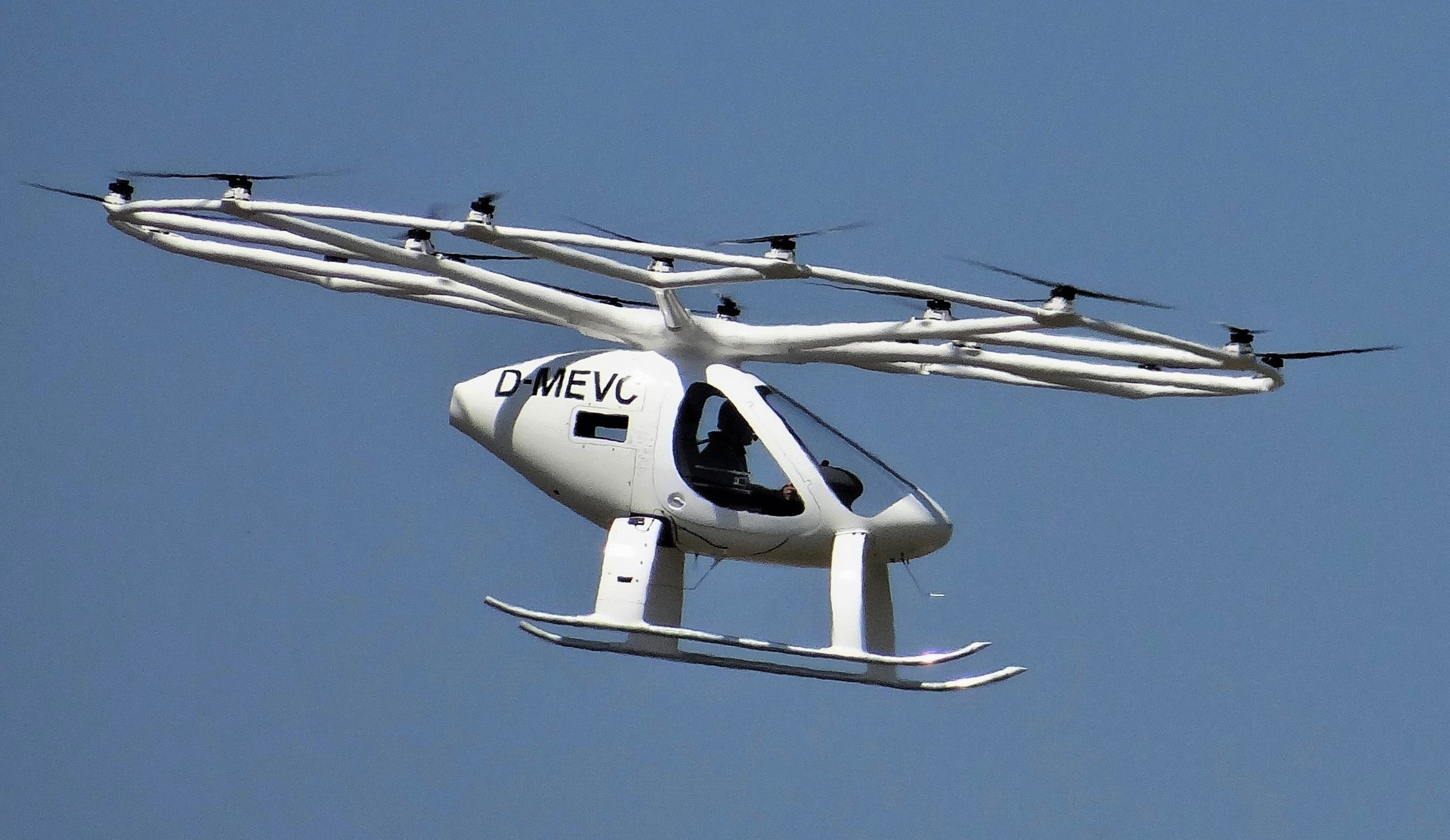
Volocopter 2X en vol, Le Bourget, 2023.

Un eVTOL (pour electric vertical take-off and landing) est un aéronef à décollage et atterrissage verticaux électrique. Cette technologie est née des avancées majeures de la propulsion électrique (moteurs, batteries, piles à combustible, contrôleurs électroniques (en)) et du besoin croissant de nouveaux véhicules pour la mobilité aérienne urbaine (taxis aériens). Des exemples sont développés par des constructeurs aéronautiques tels que Boeing, Airbus, Embraer, Honda, Toyota, Hyundai et la NASA.

## Historique
Le concept d'avion eVTOL est apparu en 2009, présentant un rendu conceptuel de la technologie par une seule personne et un concept en vol. À la suite de cela, le premier article de Puffin a été présenté à la conférence des spécialistes de la VFS (en) sur l'aéromécanique (VFS Specialists Conference on Aeromechanics), le 9 janvier 2010. Ce concept utilisait une nouvelle technologie développée à la NASA, la propulsion électrique distribuée (DEP). Des articles supplémentaires sur le Puffin ont été publiés le 13 septembre lors de la 10e conférence AIAA ATIO, NASA Puffin Electric Tailsitter VTOL Concept et Puffin Redundant Electric Powertrain System. Ont rapidement suivi en 2011 plusieurs projets industriels, tels le AgustaWestland Project Zero (en) (Italie), le Volocopter VC1 (Allemagne) et l'Opener BlackFly (en) (États-Unis). Il a été présenté pour la première fois en 2014 lors du Transformative Vertical Flight Concepts Joint Workshop on Enabling New Flight Concepts through Novel Propulsion and Energy Architectures en Virginie par AHS International (en) et l'American Institute of Aeronautics and Astronautics (AIAA).
Depuis, l'intérêt des avionneurs pour les eVTOLs s'est accru et des entreprises telles qu'Airbus, Bell, Ehang et Xpeng AeroHT ont travaillé sur cette technologie :
- Airbus A³ Vahana, présenté en 2017 au Salon international de l'aéronautique et de l'espace de Paris-Le Bourget[8], premier vol en janvier 2018.
- Boeing Passenger Air Vehicle, début du projet en 2017, premier vol en 2019
- CityAirbus
- Bell Nexus 6HX, présenté au CES 2019
- Xpeng Voyager X2, présenté en juillet 2021, premier vol en octobre 2022 à Dubaï.

Outre ces grands constructeurs d'avions, des start-ups ont joué un rôle important dans le développement de ces aéronefs et certaines d'entre elles sont à la pointe du progrès technique comme :
- Archer Aviation (en) ,
- Ascendance Flight Technologies ,
- Joby Aviation (en) ,
- Lilium Jet ,
- Volocopter .

Uber a publié un article sur un projet appelé Elevate. Le document esquissait la faisabilité d'un système de transport aérien à la demande. Ce document, ainsi que les sommets annuels ultérieurs Elevate organisés par l'entreprise de 2017 à 2019, ont contribué à faire évoluer les concepts d'avions eVTOL et de mobilité aérienne urbaine (UAM) d'un concept de science-fiction à un secteur aérospatial potentiel suivi par des dizaines de projets de développement. En décembre 2020, Ubers Elevate a été racheté par Joby Aviation (en).
En 2020, Tetra Aviation a remporté le prix Disruptor lors du concours GoFly Personal Flight pour son eVTOL monoplace. En 2021, l'entreprise a annoncé son eVTOL Mk5, dont la livraison est prévue pour 2022. Il est doté de 32 rotors de levage verticaux répartis sur de longues et fines ailes avant et arrière, ainsi que d'une béquille de poussée arrière pour les déplacements. Le cadre est en aluminium, le corps en polymère renforcé de fibres de carbone et d'aramide.
La navigabilité de l'avion Heaviside de Kitty Hawk a été reconnue par l'United States Air Force (USAF) en juillet 2021.
En 2024, dix ans après sa création, EHang est le seul fabricant de drones autonomes de transport de passagers à pouvoir commercialiser ses appareils en Chine et dans quelques autres pays. L'EH216-S est le premier et le seul aéronef électrique autonome à avoir obtenu une certification de l'aviation civile chinoise et à pouvoir voler quotidiennement en Chine. Ehang a déjà vendu 300 appareils et prévoit d'en livrer environ 200 en 2024, 400 en 2025 et, à terme, jusqu'à 600 par an. Elle a reçu une commande de 100 appareils d'Abu Dhabi, où elle a déjà livré 5 exemplaires. L'appareil a déjà réalisé plus de 50 000 vols sans accident. Une demande de certification a été déposée auprès de l'Agence de l'Union européenne pour la sécurité aérienne (EASA).
En 2024, l’entreprise Archer Aviation (en), en collaboration avec Stellantis, a franchi une étape clé avec un vol de transition réussi de son modèle Midnight, un eVTOL quadriplace conçu pour des vols urbains rapides. À la suite de cette réussite, Stellantis a annoncé un nouvel investissement de 55 millions de dollars dans Archer, portant son engagement total à plus de 200 millions depuis 2023. L’objectif commun est la construction d’une usine de production à grande échelle à Covington, en Géorgie, d’une superficie de 35 000 m², capable de produire jusqu’à 650 aéronefs par an. Ce partenariat industriel illustre la volonté croissante de créer une filière eVTOL viable économiquement et techniquement, en s’appuyant sur les expertises croisées de l’aéronautique et de l’automobile.